# Mojowatesrejo
Mojowatesrejo is een bestuurslaag in het regentschap Mojokerto van de provincie Oost-Java, Indonesië. Mojowatesrejo telt 1752 inwoners (volkstelling 2010).